# Esker
Esker, eskar, eschar ali os, včasih imenovan asar, osar ali kačji kame, je dolg, vijugast prodnato-peščen greben; primeri tega se pojavljajo v poledenelih in nekdanjih poledenelih območjih Evrope in Severne Amerike. Eskerji so pogosto dolgi več kilometrov in so zaradi enotne oblike videti kot železniški nasipi.

## Etimologija
Izraz esker izhaja iz irske besede eiscir (staroirsko: escir), ki pomeni »greben ali vzpetina, zlasti tista, ki ločuje dve nižini ali depresivni površini«. Irska beseda je bila in se uporablja zlasti za opisovanje dolgih vijugastih grebenov, za katere je zdaj znano, da so usedline fluvioglacialnega materiala. Najbolj znan primer takega eiscirja je Eiscir Riada, ki poteka skoraj po celotni širini Irske od Dublina do Galwaya, na razdalji 200 km in ji še vedno tesno sledi glavna cesta Dublin–Galway.
Sinonim os izhaja iz švedske besede ås, 'greben'.

## Geologija
Večina eskerjev naj bi nastala v predorih z ledeno steno zaradi potokov, ki so tekli znotraj in pod ledeniki. Po navadi so nastajali v času ledeniškega maksimuma, ko je bil ledenik počasen. Ko so se podporne ledene stene stopile, so nanosi potokov ostali kot dolgi vijugasti grebeni.
Eskerji lahko nastanejo tudi nad ledeniki z kopičenjem sedimenta v supraglacialnih kanalih, v razpokah, v linearnih conah med stoječimi bloki ali v ozkih nasipih na robovih ledenika. Eskerji nastanejo blizu končne cone ledenikov, kjer se led ne premika tako hitro in je relativno tanek.
Plastični tok in taljenje bazalnega ledu določata velikost in obliko podledeniškega predora. To pa določa obliko, sestavo in zgradbo eskerja. Eskerji lahko obstajajo kot en kanal ali pa so del razvejanega sistema s pritočnimi eskerji. Pogosto jih ne najdemo kot neprekinjene grebene, ampak imajo vrzeli, ki ločujejo vijugaste segmente. Grebeni eskerjev običajno niso prav dolgo ravni in so na splošno grčasti. Eskerji so lahko s širokimi ali ostrimi grebeni s strmimi stranicami. Dosežejo lahko več sto kilometrov v dolžino in so na splošno visoki 20–30 m.
Pot eskerja je odvisna od njegovega vodnega tlaka glede na prekrivajoči led. Na splošno je bil pritisk ledu na takšni točki, da je eskerjem omogočil, da tečejo v smeri ledeniškega toka, vendar jih je potisnil v najnižje možne točke, kot so doline ali rečne struge, ki lahko odstopajo od neposredne poti ledenika. Ta proces je tisto, kar proizvaja široke eskerje, na katerih je mogoče graditi ceste. Manjši pritisk, ki se pojavi na območjih bližje ledeniškemu maksimumu, lahko povzroči taljenje ledu nad tokom potoka in ustvarjanje strmih sten, ostro obokanih predorov.
Koncentracija kamnitih ostankov v ledu in hitrost, s katero se usedlina dovaja v predor s taljenjem in s transportom navzgor, določata količino usedline v eskerju. Sediment je na splošno sestavljen iz grobozrnatega peska in gramoza, ki ga je nanesla voda, čeprav je mogoče najti prodnata ilovica, kjer so kamnine bogate z glino. Ta usedlina je razslojena in razvrščena ter je običajno sestavljena iz materiala v velikosti kamenčkov z občasnimi balvani. Slojitev je lahko nepravilna, vendar je skoraj vedno prisotna, navzkrižna slojitev pa je pogosta.
Obstaja več primerov, ko so se celinske sipine razvile poleg eskerjev po deglaciaciji. Te sipine pogosto najdemo na zavetrni strani eskerjev, če ta ni usmerjen vzporedno s prevladujočimi vetrovi. Primere sipin, razvitih na eskerjih, lahko najdemo tako na švedskem kot na finskem Laponskem.
Znotraj depresij v eskerjih lahko nastanejo jezera. Ta jezera lahko nimajo površinskih odtokov in dotokov in imajo sčasoma drastična nihanja.

## Življenje na eskerjih
Eskerji so ključnega pomena za ekologijo severne Kanade. Več rastlin, ki rastejo na eskerjih, vključno z divji pastinak (Ligusticum porteri) in brusnicami, je pomembna hrana za medvede in selitvene vodne ptice; živali, od medvedov grizlijev do volkov v tundri in veveric, se lahko zakopljejo v eskerje, da preživijo dolge zime.

## Primeri eskerjev

### Evropa
Na Švedskem se Uppsalaåsen razteza na 250 km in poteka skozi mesto Uppsala. Badelundaåsen esker poteka več kot 300 km od Nyköpinga do jezera Siljan. Pispala's Pyynikki esker v Tampereju na Finskem je na eskerju med dvema jezeroma, ki sta jih izdolbla ledenika. Podobno najdišče je Punkaharju v Finskem pojezerju.
Vas Kemnay v Aberdeenshireu na Škotskem ima 5 km esker, ki se lokalno imenuje Kemb Hills. V Berwickshiru na jugovzhodu Škotske je Bedshiel Kaims, 3 km dolg primer, ki je visok do 15 m in je dediščina ledenega toka v dolini Tweed.

### Severna Amerika
Great Esker Park poteka ob reki Back River v Weymouthu v Massachusettsu in je dom najvišjega eskerja v Severni Ameriki (27 m).
V zvezni državi Michigan je več kot 1000 eskerjev, predvsem na južnem osrednjem Spodnjem polotoku. Najdaljši esker v Michiganu je 35 km dolg Mason esker, ki se razteza proti jugu-jugovzhodu od DeWitta skozi Lansing in Holt, preden se konča blizu Masona.
Sistemom Esker v ameriški zvezni državi Maine je mogoče slediti do 160 km.
Thelon esker je dolg skoraj 800 km in se razteza na meji med ozemljema Nunavut in severozahodnimi ozemlji v Kanadi.
Uvayuq ali Mount Pelly, v teritorialnem parku Ovayok, regija Kitikmeot, Nunavut je esker.
Ceste so včasih zgrajene vzdolž eskerjev, da prihranijo stroške. Primeri vključujejo avtocesto Denali na Aljaski, cesto Trans-Taiga v Quebecu in 'letalsk'" segment državne ceste Maine 9 med Bangorjem in Calaisom.
V državnem parku Adirondack v zvezni državi New York so številni dolgi eskerji. Mavrično jezero esker razpolavlja istoimensko jezero in se prekinjeno razteza približno 137 km. Drug dolg prekinjen esker se razteza od Mountain Ponda skozi Keese Mill, poteka med jezerom Upper St. Regis in Spectacle Ponds ter se nadaljuje do ribnikov Ochre, Fish in Lydia na območju kanujev St. Regis. 150 čevljev visok esker razpolavlja območje divjine petih ribnikov.